# Рене де Бросс
Рене де Бросс (фр. René de Brosse; ок. 1470 — 24 февраля 1525, под Павией), называемый Бретонским — граф де Пентьевр, виконт де Бридье, сеньор де Буссак.

## Биография
Сын Жана III де Бросса и Луизы де Лаваль.
Пытался добиться реституции графства Пентьевр и других бретонских владений, отобранных у его деда, 20 мая 1503 года принёс за них оммаж Людовику XII, но не смог вернуть земли ни при этом короле, ни при его преемнике Франциске I.
Женившись на наследнице Филиппа де Коммина, получил за ней богатое приданое и владения, пожалованные тестю королём и унаследованные от семьи де Шамб, сеньоров де Монсоро.
Отчаявшись добиться справедливости, в 1523 году покинул королевство и присоединился к изменнику коннетаблю Бурбону, чтобы после завоевания Франции имперцами и предполагаемого расчленения страны восстановить свои законные права. Постановлением Парижского парламента от 13 августа 1524 года он был заочно приговорён к смерти через обезглавливание и последующему повешению, а все его владения были конфискованы. 24 февраля 1525 Рене де Бросс погиб в битве при Павии.

## Семья
1-я жена (13.08.1504): Жанна де Коммин (ок. 1480—19.03.1513), единственная дочь и наследница Филиппа де Коммина, сеньора д'Аржантана, и Элен де Шамб-Монсоро
Дети:
- Франсуа де Бросс, ум. в юности
- Жан IV де Бросс (ок. 1505—27.01.1564), граф де Пентьевр, герцог д'Этамп и де Шеврёз. Жена (1536): Анна де Пислё (1508—1580), дочь Гийома де Пислё, шателена Эйи, Анны Санген
- Шарлотта де Бросс (ок. 1505/1506 — после 1540). Муж: Франсуа II де Люксембург, виконт де Мартиг (ум. 1553)
- Жанна Бретонская (ум. 1583). Муж (11.03.1531): Рене де Монморанси-Лаваль, сеньор де Брессер

2-я жена (1515): Жанна де Компе, дама де Палюо и де Бур-Шарант
Дочь:
- Франсуаза де Бросс (ок. 1515—26.11.1558), дама де Палюо. Муж (13.12.1545): Клод Гуфье, герцог де Роанне (ок. 1501—1570)

По другим сведениям, его второй женой в 1516 стала Франсуаза де Майе, умершая вскоре после свадьбы, а брак с Жанной де Компе де Груфи был заключен в 1521.